# Nit
Nit (od praslavenskog nitъ) je izraz za sve što je tanko i sliči na konac (ali je puno tanje), zapravo neformalna mjera za najtanje.
Kako još u grčkoj mitologiji postoji priča o Arijadninoj niti kojom je pomogla Tezeju izaći iz Labirinta. Jasno je da se radilo o paukovoj niti, koja je promjera od samo 0,003 mm, za usporedbu nit svile je deset puta šira sa svojih 0,03 mm.
Za antičke Grke (a i za sve ljude do 19. st bila je mjera za nešto najtanje što se može vidjeti i mjera za - gotovo ništa. Zato se i govori - visio je o niti, kad se netko nađe u beziglednoj situaciji.
Nit može značiti i neprekinut niz nečeg, što se može pratiti kako se razvija, teče, kao radnja na filmu ili romanu, pa kad se zakomplicira čovjek izgubi - nit.
Nit ili Nat je i mjerna jedinica iz informatike za količinu iformacija, koja se za razliku od drugih jedinica gdje je baza logaritma cijeli broj, određuje - prirodnim logaritmom.
 
Formula za nit je log2e ≈ 1,443 bita.

## Vanjske poveznice
- Nit - Hrvatski jezični portal (hrv.)